# Mustla (Viljandi)
Mustla es un pueblo del municipio de Viljandi, en el condado de Viljandi, Estonia, con una población censada a final del año 2011 de 818 habitantes. 
Se encuentra ubicado en el centro-este del condado, cerca de la orilla occidental del lago Võrtsjärv.